# Medicago carstiensis
Medicago carstiensis es una especie fanerógama del género Medicago. Se la halla poa el mar Adriático. Forma una relación simbiótica con la bacteria Sinorhizobium meliloti, el cual es capaz de fijación de nitrógeno.